# Jūr Jādeh
Jūr Jādeh (persiska: جور جاده) är en ort i Iran.   Den ligger i provinsen Mazandaran, i den norra delen av landet, 170 km öster om huvudstaden Teheran. Jūr Jādeh ligger 968 meter över havet och antalet invånare är 181.
Terrängen runt Jūr Jādeh är kuperad åt nordväst, men åt sydost är den bergig.Runt Jūr Jādeh är det ganska tätbefolkat, med 111 invånare per kvadratkilometer. Närmaste större samhälle är Pol-e Sefīd, 17,9 km väster om Jūr Jādeh. I omgivningarna runt Jūr Jādeh växer i huvudsak blandskog.